# Djomon
Djomon ist ein Arrondissement im Departement Ouémé im westafrikanischen Staat Benin. Es ist eine Verwaltungseinheit, die der Gerichtsbarkeit der Kommune Avrankou untersteht.

## Demografie und Verwaltung
Gemäß der Volkszählung 2013 des beninischen Statistikamtes INSAE hatte das Arrondissement 21.920 Einwohner, davon waren 10.638 männlich und 11.282 weiblich.
Von den 59 Dörfern und Quartieren der Kommune Avrankou entfallen 13 auf Djomon:
1. Affandji-Tanmè
2. Ahovo
3. Bokousso
4. Danmè-Kpossou
5. Djomon
6. Gbétchou
7. Gbodjè
8. Houéli
9. Houngo
10. Lotin-Gbégodo
11. Lotin-Gbèdjèhouin
12. Sèdjè-Ahovo
13. Sèkanmè